# Höllengebergte
Het Höllengebergte (of Höllengebirge) is een bergketen in de deelstaat Opper-Oostenrijk, Oostenrijk. De keten maakt deel uit van de Noordelijke Kalkalpen en ligt tussen de Attersee en de Traunsee. De hoogste top is met 1862 m de Großer Höllkogel.

## Bergtoppen
- Großer Höllkogel (1862 m)
- Vorderer Kesselgupf (1822 m)
- Grünalmkogel (1821 m)
- Hochhirn (1821 m)
- Eiblgupf (1813 m)
- Brunnkogel (1708 m)
- Hochleckenkogel (1691 m)
- Helmeskogel (1633 m)
- Brennerin (1602 m)
- Feuerkogel (1592 m)
- Dachsteinblick (1559 m)
- Großer Schoberstein (1037 m)
- Kleiner Schoberstein (985 m)